# 박근핵닷컴
박근핵닷컴 (parkgeunhack.com)은 2016년 12월 2일에 개설된 대한민국의 웹사이트다. 방문객의 지역구 국회의원에게 이메일을 통해 박근혜 대통령의 탄핵을 요청하고 그에 대한 답변을 받을 수 있는 서비스를 제공한다.
2025년 4월 18일 기준으로 폐지된 상태이다.

## 특징

### 홈페이지
박근핵닷컴 홈페이지에 표시되는 기능은 크게 의원찾기 및 청원하기, 청원발송현황, 국회의원 응답현황의 세 가지로 나뉜다.
- 의원찾기 및 청원하기: 방문객이 거주하는 지역구의 국회의원을 찾고, 박근혜 대통령의 탄핵을 촉구하는 이메일 메시지를 전송할 수 있다. 국회의원 이름이나 자신이 거주하는 지역구 및 법정동을 입력하면 해당 지역구의 국회의원이 검색되며, 이름과 사진, 정당, 연락 수단 (전화, 이메일, 트위터, 페이스북) 정보가 나타난다. 그 다음 단계로 이 의원에게 보내진 청원서의 수와 메시지 입력칸 (이름, 한줄 메시지, 이메일)이 나타나며 입력 및 청원하기 버튼을 누르면 실제로 해당 의원에게 청원 메시지가 보내지는 구조다.[1]
- 청원 발송 현황: 현재까지 보내진 모든 청원서의 수와 가장 최신에 발송된 청원 메시지가 나타나는 상자. 일정 시각마다 업데이트된다.[1]
- 국회의원 응답 현황: 대한민국 국회의 의원 300인의 탄핵 찬반 성향을 나타낸 인포그래픽이다. 작은 사람 모양의 아이콘으로 국회의원 1인을 나타냈고 더하기 기호가 붙은 아이콘은 비례대표이다. 찬반 여부는 각각 초록/빨강으로 표시되며 아직 응답하지 않은 의원은 회색으로 되어 있다. 해당 아이콘을 누르면 의원찾기에서 보여지는 것과 같은 의원 정보가 뜨며, 2016년 11월 기준으로 국회 내 새누리당, 더불어민주당, 국민의당, 정의당, 그리고 무소속 (정세균 의장 포함)의 그룹으로 각각 나뉘어 있다.[1]

### 도움말
박근핵닷컴 홈페이지를 쉽게 사용할 수 있도록 하기 위해서 윤새노트 작가에 의해 웹툰 도움말이 제작되었다. 이 도움말은 무단배포를 허용한다.